# Citocromi

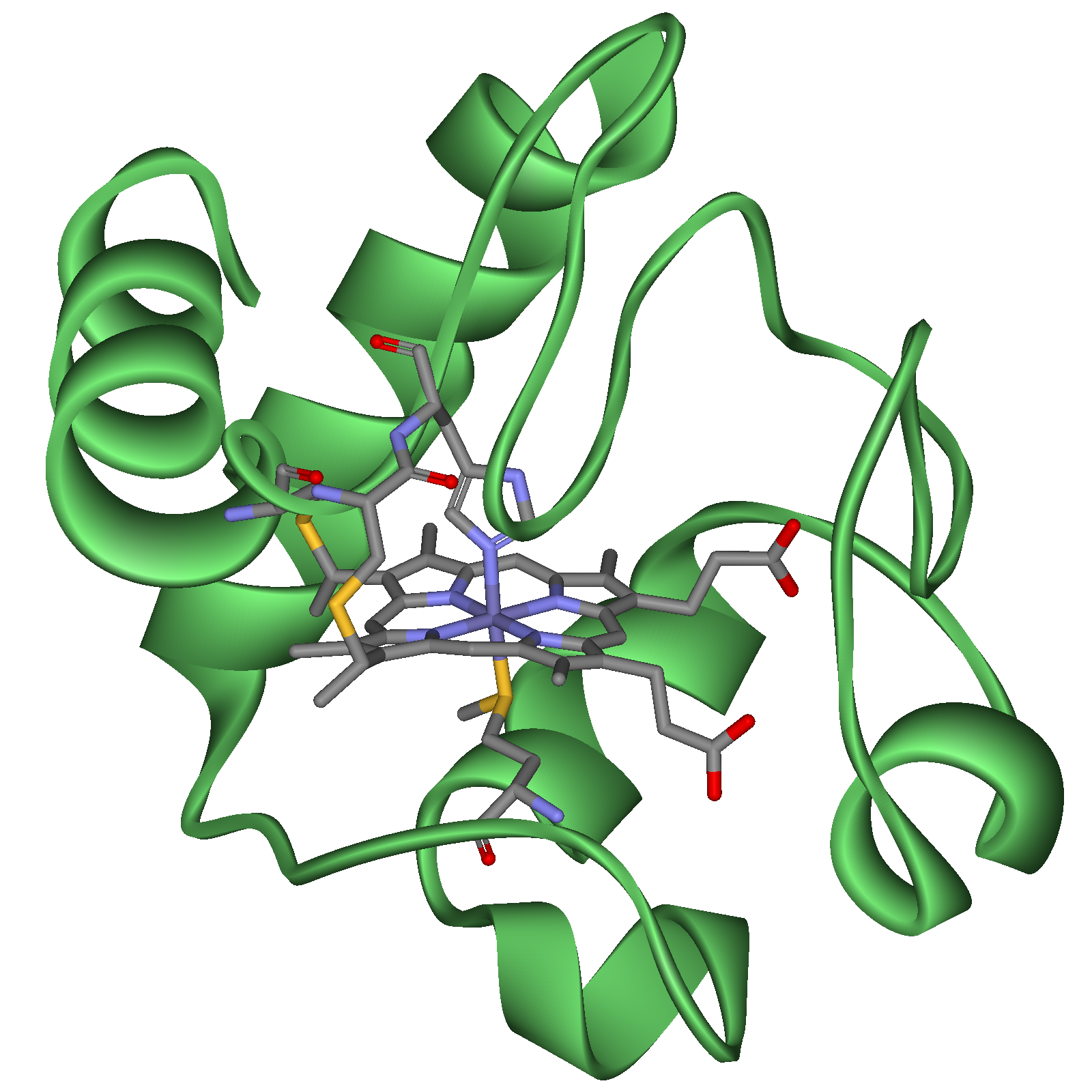
Struttura del citocromo c

I citocromi sono enzimi che contengono come cofattore il gruppo eme, grazie al quale legano l'ossigeno  permettendone l’utilizzo nel processo della respirazione cellulare. Veicolando gli elettroni in reazioni di ossidoriduzione nella catena di trasporto, liberano energia che viene immagazzinata con la sintesi di ATP nella fosforilazione ossidativa. Svolgono inoltre altre funzioni metaboliche  fondamentali. 
Sono suddivisi in quattro categorie principali: a, b, c, d, in relazione alla capacità di riflettere alcune radiazioni dello spettro visibile che li fanno apparire colorati. I citocromi di tipo a assorbono lunghezze d'onda di circa 600 nm, i citocromi di tipo b di 560 nm circa e quelli di tipo c di circa 550 nm. Per ogni categoria si conoscono alcune sottocategorie come ad esempio a3, b5 e c1; ogni categoria possiede un diverso potenziale redox. Le classi a, b e c sono contenute nei mitocondri, le altre sono proteine integrali di membrana.
I citocromi hanno un elevato assorbimento della luce dovuto al gruppo eme, un sistema porfirinico contenente un atomo di ferro. Nella forma ridotta (Fe2+) hanno tre bande di assorbimento della luce visibile che permettono di distinguere tipi molto simili della stessa classe, indicando a pedice la loro lunghezza d'assorbimento massima (es. b562).
Esistono altre classificazioni dei citocromi. Una classe di importanza fondamentale è quella del citocromo P-450, che comprende enzimi microsomiali epatici con funzione detossificante verso i tossici in circolo e nel metabolismo di farmaci e sostanze endogene come ormoni e prodotti nocivi del metabolismo.

## Meccanismo di trasporto elettronico
L'ossigeno è un potente ossidante e prende parte alle reazioni che avvengono a livello cellulare attraverso la mediazione di una serie di proteine dal potenziale standard di riduzione crescente, i citocromi, che si scambiano in vari passaggi gli elettroni destinati all'ossigeno nei mitocondri.
La catena del trasporto elettronico comincia con la produzione di FADH2 a partire da NADH e ADP: questo genera un flusso di elettroni che riduce il chinone a idrochinone, con l'ausilio del coenzima Q (detto anche ubichinone). L'idrochinone passa quindi gli elettroni al Cyt b che li cede a Cyt c1, producendo ATP, che a sua volta li cede al sistema Cyt c conformemente alla diminuzione tendenziale di energia libera della catena. Infine gli elettroni passano a Cyt a,a3 che cede elettroni all'ossigeno producendo acqua e altro ATP.
Riassumendo, in totale si ha: produzione di una molecola di NAD+, produzione di tre molecole di ATP e produzione di una molecola d'acqua.

## Classe dei citocromi c
Classe di citocromi che formano legami covalenti col gruppo eme localizzati sulla superficie esterna della membrana interna mitocondriale; di questa classe fa parte anche il citocromo c. L'eme C, infatti, è legato covalentemente alla proteina del citocromo c mediante ponti tioeteri con 2 residui di Cys.

## La famiglia del citocromo P-450
Il citocromo P-450 è una superfamiglia di isoenzimi epatici che, trasferendo elettroni, catalizzano l'ossidazione di molti composti di origine endogena oltre ai farmaci eventualmente assunti (metabolismo di fase I). Gli elettroni vengono forniti dalla NADPH-citocromo P-450 reduttasi, che trasferisce elettroni dal nicotinamide adenin dinucleotide fosfato ridotto (NADPH) al citocromo P-450.
Questo enzima raggruppa 14 famiglie e 17 sottofamiglie. La sigla di ogni singolo citocromo è formulata a partire dal termine comune CYP seguito da un numero arabo che indica la famiglia, una lettera che indica la sottofamiglia e da un altro numero arabo che indica il gene specifico.
Gli enzimi delle sottofamiglie 1A, 2B, 2C, 2D e 3A sono fondamentali per il metabolismo dei mammiferi; il CYP1A2, il CYP2C9, il CYP2C19, il CYP2D6 e il CYP3A4 sono importanti per il metabolismo umano.
La loro specificità genetica spiega la differente reazione clinica di pazienti diversi che assumono uno stesso farmaco: il soggetto può abbisognare di una dose sensibilmente diversa o addirittura necessitare di un cambiamento di terapia.
Ogni singolo legame enzima-substrato può essere sensibile all'effetto di inibitori o induttori che, rispettivamente, ne diminuiranno o aumenteranno il metabolismo; così si spiegano buona parte degli effetti collaterali dovuti all'assunzione contemporanea di più farmaci. Ad esempio, i composti aromatici derivati dalla combustione della carne alla brace e dal fumo di sigaretta sono induttori del complesso CYP1A2-paracetamolo o CYP1A2-estradiolo, il CYP2C9-fenitoina e CYP2C9-THC subisce effetto induttore dalla rifampicina, il CYP2C19-omeprazolo e CYP2C19-diazepam subiscono lo stesso effetto con la rifampicina, chinidina e fluoxetina sono inibitori di CYP2D6-nortriptilina, CYP3A4-lovastatina subisce effetto inibitore dal ketoconazolo e induttore dal fenobarbital.